# Catamita

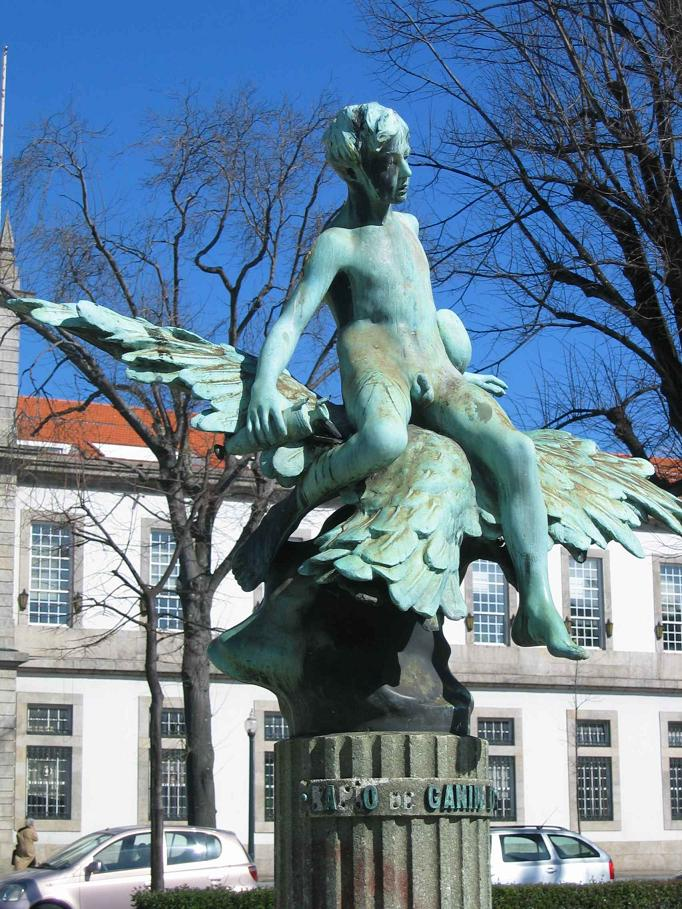
"Rapto de Ganímedes"
Fernandes Sá, em Porto, Portugal.

Na Grécia Antiga e na Roma Antiga um catamita (em latim: catamitus) era um amante homossexual passivo que mantinha uma relação de pederastia, e às vezes de afeto, com um homem.
A palavra deriva do latim catamitus, que provém do etrusco "catmite", a partir de "Gadymedes", uma corruptela da palavra grega Ganimedes, (em grego: Γανυμήδης; romaniz.: Ganymédēs, de γάνος, transl. ganos, 'brilho'  + μήδεα, transl. médea, ambiguamente, 'astuto' ou 'genitália'), nome do belo jovem príncipe troiano da Mitologia grega raptado por Zeus para ser seu companheiro e copeiro no Olimpo.
Na sociedade da época, o termo 'catamita' era usado de forma carinhosa para se referir a homens de aparência  bela e jovial envolvidos em relações com homens, mas as vezes usado como um insulto quando aplicado a um homem adulto, revelando uma tentativa de desqualificação por meio de sua sexualidade, que se intensificou após a ascensão do cristianismo, ainda hoje, expressões homofóbicas são utilizadas para atacar alguém com base em sua orientação sexual, atribuindo um significado negativo a algo que faz parte da diversidade humana. Essa visão estreita desconsidera as diferenças individuais e desrespeita a pluralidade da sexualidade.
Na verdade um catamita não era um prostituto pois um catamita não fazia sexo oral, considerado degradante para os grpórnoio que não  implica que não fizessem, enquanto os pórnoi (prostitutos) nos cabarés não tinham julgamentos para saciar e satisfazer qualquer fantasia sexual. Para maiores considerações consultar outras entradas  correspondentes aqui na Wikipédia, quais sejam os verbetes Homossexualidade na Grécia Antiga e Homossexualidade na Roma Antiga.
Em sua acepção moderna catamito significa um homem efeminado.